# José Rodrigues
José Rodrigues de Carvalho (16. července 1828, Lisabon – 19. října 1887, Lisabon) byl portugalský malíř. Nejznámější obraz romantického období jeho tvorby O Cego Rabequista (Slepý houslista), uváděný též pod názvem O Pobre Rabequista (Chudý houslista), vznikl v roce 1855. Téhož roku byl poprvé vystaven na světové výstavě v Paříži a v roce 1865, na mezinárodní výstavě v Portu, získal 2. cenu.

## Život

### Mládí a studia
Narodil se v Lisabonu 16. července 1828 jako jeden ze šesti synů Apolinária José de Carvalho a jeho ženy Marie Leonardy a byl pokřtěn v kostele „São João da Praça“ 21. září téhož roku. Při křtu dostal jméno José Rodrigues, které pak používal, jako zkrácený tvar celého jména, ve své umělecké činnosti. Rodina bydlela v Lisabonu, v ulici Rua dos Bacalhoeiros.
V roce 1841, ve čtrnácti letech, se přihlásil jako „dobrovolný“ student na Academii das Belas-Artes, sídlící v konventu S. Francisco da Cidade v Lisabonu, kde se projevil jako nadaný žák a získával pravidelně ceny v soutěži studentských prací (basreliéfy spolužáků). Jeho profesory byli Antônio Manuel da Fonseca, André Monteiro da Cruz a Francisco Vasques Martins. V akademickém roce 1845/46 dokončil studia v oboru historická malba a při té příležitosti získal i cenu udělovanou královnou D. Marií II. Rovněž byl oceněn za kresbu podle živého modelu.

### Rodina
V roce 1863 se oženil s Marií José Rodrigues da Rocha a v manželství se jim narodily tři děti, syn Antonio Ribeiro a dcery Teresa de Jesus a Leonor Matilde.

### Tvůrčí léta a závěr života

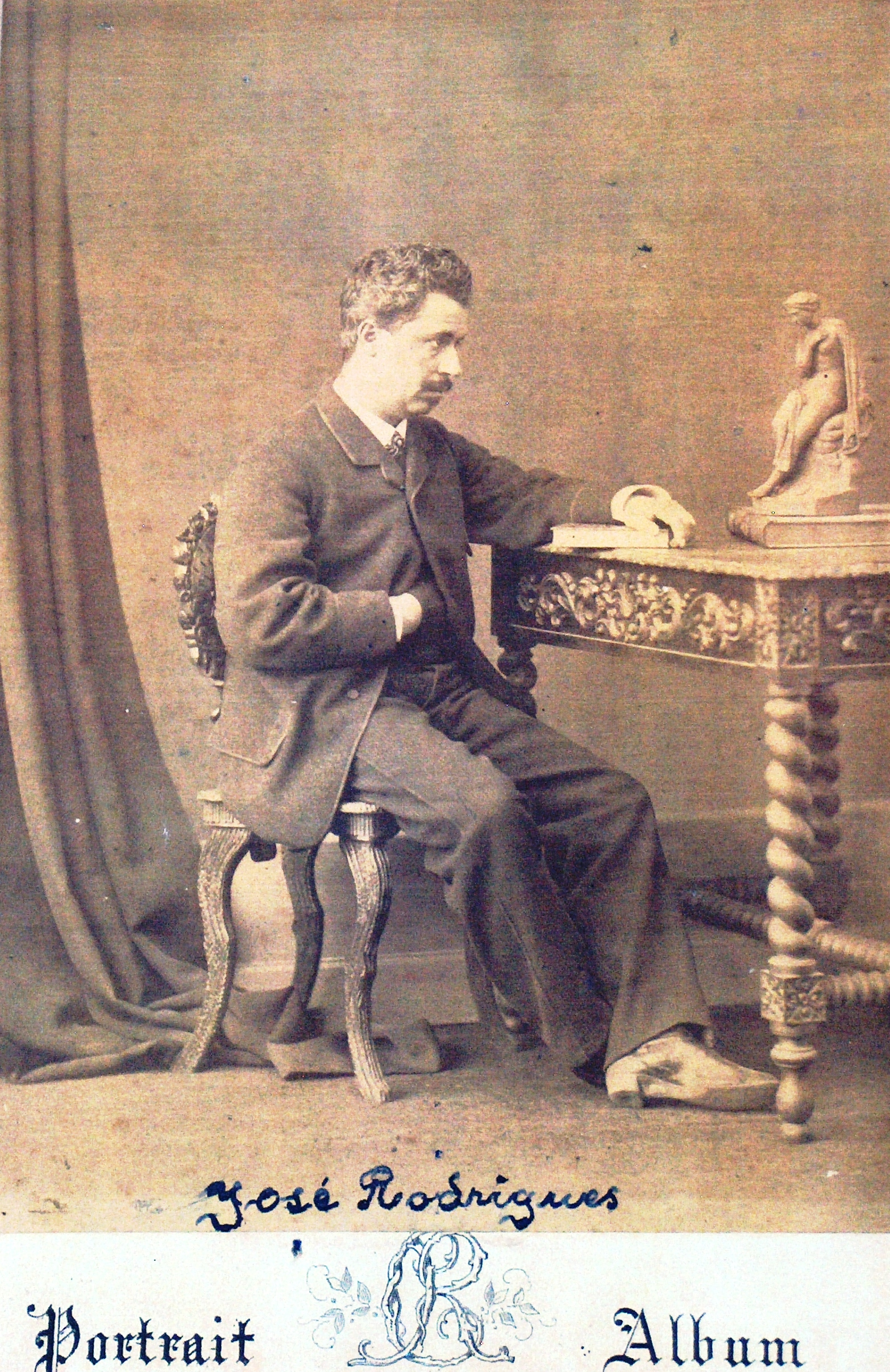
Malíř José Rodrigues na fotografii Carlose Relvase

Po úspěchu pařížské výstavy se stal jeho mecenášem D. Fernando de Saxe–Coburgo, budoucí král Ferdinand II., příznivec kultury a umění a nadšený sběratel, který mu zajistil soukromé zakázky na jeho obrazy. Malíř byl nucen, z existenčních důvodů a proti svému přání, tyto zakázky přijímat. To u něho vyvolávalo pocity hluboké melancholie a způsobilo, že onemocněl. Přesto vznikla řada velkoformátových portrétů vladařů (D. Marie II., hraběnky de Farrobo, D. Pedra V.) a dalších významných osobností i obrazy s alegorickou, historickou nebo náboženskou tematikou. Vyučoval také kreslení v klášteru irských řeholnic Bom-Sucesso, na soukromé škole S. José das Dominicanas de S. Domingos de Benfica a jinde.
Ve své tvorbě se obtížně vyrovnával s přechodem od sentimentalismu k realismu. Romantismus, který byl spolu s neoklasicismem určujícím uměleckým směrem té doby, ho silně ovlivňoval. Přesto se mu podařilo v pozdějších letech, zejména při tvorbě portrétů, potlačit sentimentalismus a jeho díla se stále více přibližovala realismu. Vzorem mu při tom byl malíř José Augusto França, který též maloval obrazy na zakázku.
V roce 1882 dostal José Rodrigues zakázku Městské správy v Lisabonu na zhotovení dvou obrazů pro reprezentační prostory lisabonského magistrátu. Malíř tak vytvořil portréty stojících postav dvou významných mužů portugalské společnosti, kterými byli Manuel Fernandes Tomás (1771– 1822) a Alexandre Herculano (1810–1877). Oba obrazy jsou součástí výzdoby zasedací místnosti magistrátu.
Umělec zemřel 19. října 1887 v Lisabonu v ulici Rua dos Bacalhoeiros, kde žil celý svůj život.

## Dílo

### Oleje na plátně (různá témata)

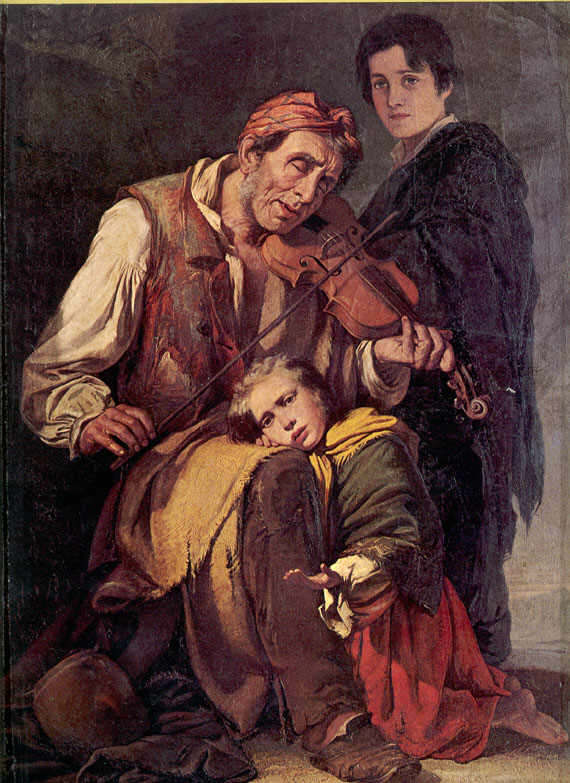
José Rodrigues: O Cego Rabequista
(1855)

- O pobre da púcara meio corpo (Chudý z Púcary, poloportrét), patřil králi D. Fernandovi
- O pobre rabequista též O cego rabequista (Chudý (slepý) houslista), 1855, Museu do Chiado
- O malmequer (Marigolďan), patřil D. Marii Rufině de Lima Iglesias
- Penhascos da Mancha (Útesy v Mancha), patřil markýzi de Sousa Holstein
- Cena Oriental (Orientální scéna)
- O antigo vendedor de agriões em Sintra (Starý prodavač zeleniny v Sintře), patřil králi D. Fernandovi
- A cozinha (Kuchyně)
- A camponesa (Venkovanka), patřil králi D. Luisovi
- Margens do Tejo, próximo de Santarém (Okraje řeky Tejo, poblíž Santarému), patřil králi D. Luisovi
- Nossa Senhora das Felicidades (Our Lady of Good luck), patřil D. Marii Rufině de Lima Iglesias
- Flores e frutos (Květiny a ovoce), výška 1,72 m, patřil králi D. Luisovi
- A cidade de Lisboa, (Město Lisabon), 4m x 5m, 1883, obraz do zasedací haly magistrátu

### Oleje na plátně (portréty)
- Sua Majestade el-rei D. Pedro V, reminiscence ke korunovaci v Beja
- Conselheiro José da Silva Carvalho, kopie anonymního tvůrce pro Portalegre
- Sua Eminência o Cardeal Patriarca de Lisboa, D. Manuel Bento Rodrigues, pro Bragu
- Sua Majestade el-rei D. Pedro V, pro sál na Obchodním náměstí v Lisabonu
- Sua Majestade el-rei D. Luís, pro kapli veřejné univerzity v Coimbře (výška 3m)
- Sua Majestade el-rei D. Pedro V, reminiscence pro školu v Mafře, zakoupeno společností Sociedade Madrépora, Rio de Janeiro
- Sua Majestade el-rei D. Luís, zakoupeno Ministerstvem námořnictví pro vládní budovu v Mosambiku, 2,6m x 1,7m
- Sua Majestade el-rei D. Luis, pro budovu sněmovny
- Sua Majestade el-rei D. Pedro V, reminiscence pro společnost Sociedade de Beneficência, Rio de Janeiro, 2,5m x 1,5m
- Auto-retrato do artista, aos dezanove anos de idade (Autoportrét v devatenácti letech)
- Auto-retrato do pintor, vestido com capa e gorro (Autoportrét v pláštěnce a čepici)

## Ocenění
- Zlatá medaile královny D. Marie II., trienále výstavy, 1849
- Zlatá medaile na konferenci Academia das Belas-Artes za dílo Aparição do Anjo S. Gabriel ao profeta Daniel (Zjevení archanděla Gabriela proroku Danielovi), včetně udělení diplomu 1849
- Stříbrná medaile s oceněním na výstavě Průmyslové asociace v Portu
- Akademický titul Académico de Mérito na konferenci Academia das Belas-Artes, 1865

## Závěr
Díla José Rodriguese a jeho současníků jsou studována v rámci předmětu Umění 19. století (romantismus) na Filozofické fakultě University v Portu (Faculdade de Letras da Universidade do Porto). Jeho obrazy jsou ve sbírkách Museu do Chiado v Lisabonu a Museu Quinta das Cruzes ve Funchalu na Madeiře.

## Galerie

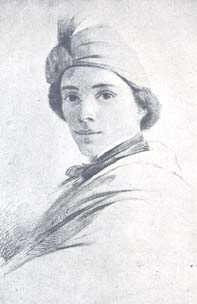
Autoportrét v devatenácti letech
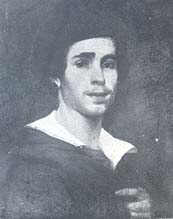
Autoportrét v pláštěnce a čepici
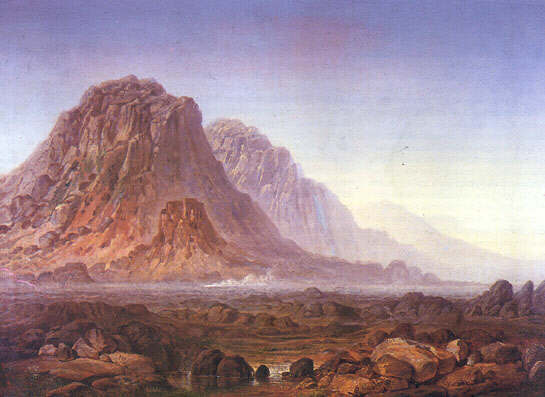
Útesy v Mancha
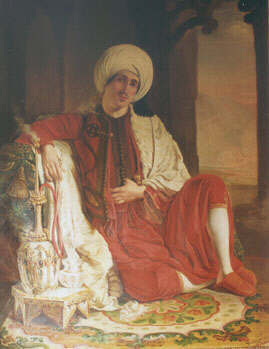
Orientální scéna
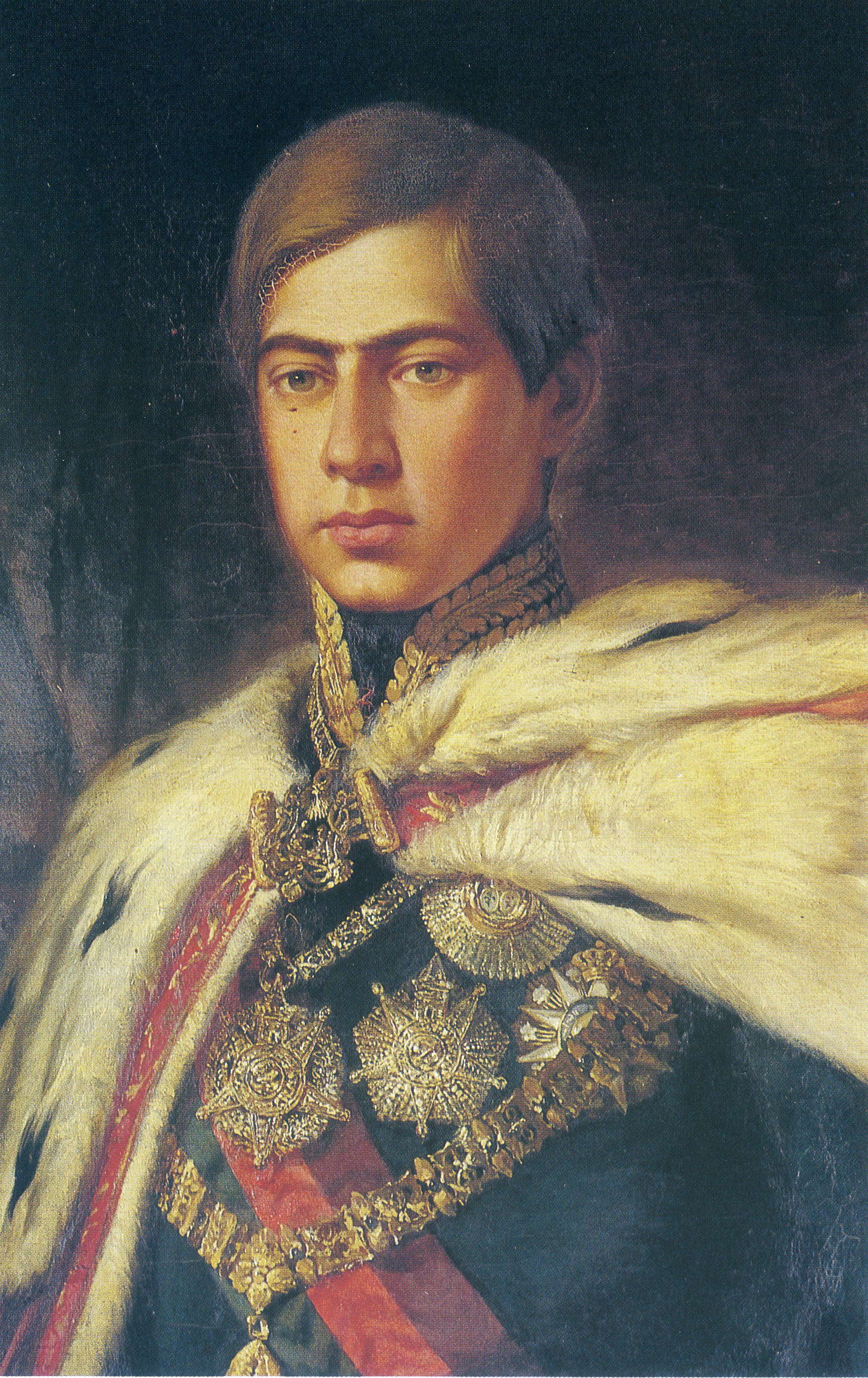
D. Pedro V
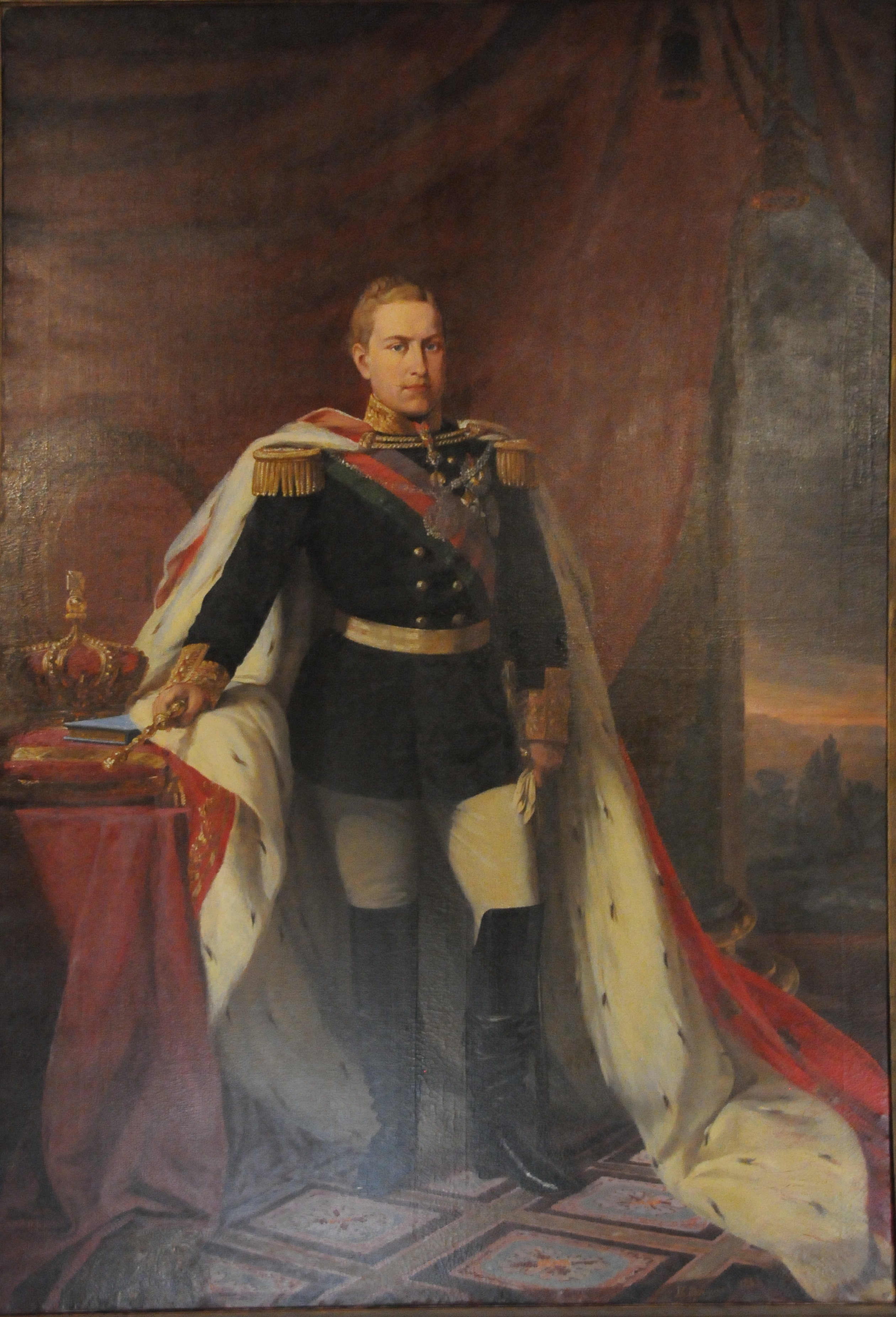
D. Luis